# Seksualna orijentacija
Seksualna orijentacija trajni je obrazac romantične ili seksualne privlačnosti (ili njihove kombinacije) prema osobama suprotnog spola ili roda, istog spola ili roda, ili prema obama spolovima ili više njih. Te se atrakcije obično podvode pod heteroseksualnost, homoseksualnost i biseksualnost, dok se aseksualnost (nedostatak seksualne privlačnosti prema drugima) ponekad identificira kao četvrta kategorija.
Od sredine 19. stoljeća koristile su se brojne klasifikacijske sheme kako bi se opisala seksualna orijentacija, pa je ona definirana na različite načine. Neke studije tvrde da je teško jednoznačno definirati taj pojam. Najveći broj definicija uključuje psihološku komponentu (kao što je usmjerenost erotske žudnje neke osobe) i/ili bihevioralnu komponentu (koja se usredotočuje na spol seksualnog partnera (ili više njih) dotične osobe). Pojedinci daju prednost individualnom samodefiniranju odnosno identitetu.
Pojavu promjene seksualne orijentacije naziva se seksualna fluidnost.

## Seksualna orijentacija i seksualno ponašanje
Seksualna orijentacija i seksualno ponašanje (i preferencija) nije isto. Seksualna se orijentacija bazira isključivo na rodu i spolu.
- Heteroseksualnost – fizička, seksualna, emocionalna i duhovna privlačnost uglavnom prema osobama različitog spola
- Homoseksualnost – fizička, seksualna, emocionalna i duhovna privlačnost uglavnom prema osobama istog spola
- Biseksualnost – fizička, seksualna, emocionalna i duhovna privlačnost prema osobama različitog i istog spola

Transrodne osobe također imaju seksualnu orijentaciju. Ona ipak primarno odgovara njihovom rodu i rodnom identitetu, a ne spolu.

## Druge i alternativne podjele orijentacijâ
- Kinseyjeva ljestvica – određuje orijentaciju osoba na skali od 0 do 6, gdje 0 označava izrazito heteroseksualno ponašanje, a 6 izrazito homoseksualno ponašanje. Kinsey ljudsku seksualnost tako svrstava u 7 kategorija, a prema svojim ispitivanjima zaključuje da su rezultati na grafu u konačnici slični Gaussovoj krivulji. Nedostatak ove metode jest što Kinsey ne prepoznaje i ne uključuje seksualni identitet, dakle pravo na samoidentificirajne, već mjeri isključivo seksualnu praksu osobe. Kinsey to seksualno ponašanje dijeli na biseksualnost i monoseksualnost  (homoseksualnost i heteroseksualnost) te implicira da je većina ljudi zapravo biseksualna, ali da je (heteroseksualna) monoseksualnost društveno prihvatljivija i time samo prividno brojnija.

- Panseksualnost – neke queer osobe često govore da ih privlače osobe u mnogim rodnim varijetetima, dakle mnogim varijetetima "ženstvenosti" i "muževnosti". Taj termin proširuje biseksualnost i na osobe koje ne spadaju u rodnu i spolnu binarnost koju biseksualnost implicira.

## Seksualna orijentacija kao "konstrukcija"
Kako je seksualna orijentacija kompleksna i multidimenzionalna, pojedini istraživači (posebice kroz Queer studije) promatraju seksualnu orijentaciju kompletno kao povijesnu i socijalnu konstrukciju. Godine 1976. povjesničar Michel Foucault ustvrdio je da homoseksualnost kao koncept uopće nije postojao u 18. stoljeću: umjesto toga ljudi su govorili o "sodomiji" kao krimenu koji je često ignoriran no ponekad teško kažnjavan.

## Seksualna orijentacija i mentalno zdravlje
Postoje barem dva pitanja koja se mogu postaviti o ovoj temi: prvo, mogu li se osobe s određenom seksualnom orijentacijom smatrati da boluju od mentalne bolesti, samo zbog svojstvene seksualne orijentacije? Drugo, postoji li korelacija i/ili kauzalna veza između određenih seksualnih orijentacija i bilo kog tipa mentalnih bolesti? 	 

### Seksualna orijentacija i mentalne bolesti
Klinički, hereroseksualni čin smatra se najčešćim u današnjoj kulturi (statistički najvjerojatniji) ali koncept "normalan i "abnormalan" s konotacijama bolesti ili moralne osude ne smatra se validnim u većine medicinskih profesionalaca. 	 
Niz skupina, posebice zbog religijskih razloga, zadržavaju mišljenje da homoseksualci kao takvi ne postoje. Brojne takve grupe podržavaju reparativnu terapiju s ciljem da prekine homoseksualnu žudnju i potisne fizičku ekspresiju. Oni se zalažu za strože zakone kako bi prevenirali homoseksualnu aktivnost i javno priznavanje istospolnih veza (zajednica). Jedan od najvećih pobornika ovog načina razmišljanja u sredinama u kojima je homoseksualnost prihvaćena je American National Association for Research and Therapy of Homosexuality, i odbacuju konsenzus većine psiholoških udruga u svezi uklanjanja homoseksualnosti s liste mentalnih bolesti 1973. 	 
1998 godine, American Psychological Association ustvrdilo je da je viđenje psihološke profesije u odnosu homoseksualnosti i mentalnog zdravlja da je "realnost da homoseksualnost nije bolest. Ne zahtjeva tretman i nije promjenjiva".

### Parafilije i seksualna orijentacija
Različite parafilije mogu biti viđene kao seksualna orijentacija,iako se ovo smatra ortogonalnim (nevezanim) prema spolno baziranim kategorijama spolnih orijentacija, te se danas promatraju da postoje kao dodatak ovim orijentacijama. Ipak, neke parafilije mogu biti značajniji fokus za pojedinca nego što je to spol partnera. Ovakve parafilije mogu uključivati seksualne fetiše, seksualni egzibicionizam i seksualnu žudnju prema životinjama (zoophilia). Ovo nije slučaj kod pedofilije u kom slučaju, iako su prikazani slučajevi žudnje prema predpubertetnim osobama oba spola, gotovo uvijek postoji preferencija prema muškom ili ženskom. 	 
- Vidi osnovni članak Parafilija